# Azra Nuhefendić
Azra Nuhefendić (Sarajevo, ...) è una giornalista e scrittrice bosniaca naturalizzata italiana, collabora con il quotidiano Il Piccolo ed è corrispondente per l'Osservatorio Balcani e Caucaso.
Dal 1995 vive e lavora in Italia, a Trieste.
Nel 2004 ha vinto il Premio Dario D'Angelo riservato ai giornalisti della carta stampata europei, non italiani.

## Opere
- Le stelle che stanno giù. Cronache dalla Jugoslavia e dalla Bosnia Erzegovina, Spartaco, 2011, ISBN 9788896350164.